# الإعلام في الكويت
يعتبر الإعلام الكويتي في مصاف الدولة العربية شفافية وحرية، ففي عام 2007 صنفت ثانيًا على دول المنطقة في الشفافية الإعلامية.، ووفقا لتقرير منظمة مراسلون بلا حدود عام 2009 فإن الكويت تقع في المرتبة 60 محتلة المركز الأول في حرية الصحافة في منطقة الشرق الأوسط.

## الصحف

شعار جريدة الوطن

بدأ اهتمام الكويت بالحركة الصحفية منذ عام 1928 حين تم إصدار مجلة الكويت أول مجلة في الكويت  ثم في عام 1947 انشأت دائرة المعارف أول مطبعة حكومية في الكويت.
وكالة الأنباء الكويتية هي الوكالة الرسمية للأخبار في الكويت، وجريدة الكويت اليوم هي الجريدة الرسمية للدولة وفيها ينشر جميع القوانين والمراسيم الرسمية والتي لا تأخذ الصفة القانونية إلا بعد النشر بها. كما تصدر في الكويت العديد من الصحف اليومية والأسبوعية وكذلك المجلات الأدبية والثقافية، ولدى تلك الصحف والمجلات مواقع على الإنترنت باللغة العربية، وبعضها يصدر صحفًا باللغة الإنجليزية.
تتميز الصحافة في الكويت بحرية التعبير وحرية إبداء الرأي وتعد الثالثة عربيًا بعد لبنان والإمارات، إلا إن وحتى فترة قريبة كان متوقف إعطاء تراخيص لإصدار صحف جديدة، لكن بعد أن تم إقرار قانون الصحافة سنة 2006 تم فتح الباب أمام إعطاء تراخيص إصدار الصحف وذلك حسب القانون. ومن أشهر الصحف اليومية الصادرة في الكويت:
| - الوطن - الرأي - جريدة القبس - جريدة الأنباء - جريدة السياسة - جريدة الجريدة - جريدة النهار - جريدة الشاهد - جريدة عالم اليوم | - جريدة الحرية - جريدة الصباح - جريدة الدار - جريدة الوسط - جريدة الكويتية - جريدة كويت تايمز (بالإنجليزية) - جريدة عرب تايمز (بالإنجليزية) - جريدة الوطن دايلي (بالإنجليزية) |

ومن المجلات والصحف الأسبوعية والشهرية:
| - مجلة العربي (شهرية) - مجلة الكويت (شهرية) - عالم الفكر (فصلية) - جريدة الطليعة (أسبوعية) - مجلة الوعي الإسلامي (شهرية) - مجلة الفرقان (أسبوعية) | - جريدة الخليج (أسبوعية) - جريدة الشعب (أسبوعية) - مجلة المجتمع (أسبوعية) - مجلة اليقظة (أسبوعية) - مجلة النهضة (أسبوعية) - مجلة المجالس (شهرية) - مجلة البشرى (شهرية) |

## التلفزة
تعتبر الكويت أول دولة خليجية تؤسس محطة تلفزيونية رسمية، حيث بدأ تلفزيون الكويت بثه الرسمي في 15 نوفمبر 1961 وذلك من الحي الشرقي من مدينة الكويت، وكان المقر في تلك الفترة عبارة عن شبرات تتوزع عليها كل أنشطة التلفاز من إخراج وبث للبرامج والأخبار والإدارة وكل قطاعات التلفاز، وكان بث البرامج باللونين الأبيض والأسود لمدة أربع ساعات يوميًا، وكان بث التلفزيون يلتقط في بقية أقطار الخليج بوضوح في الأوقات التي تشتد الرطوبة صيفًا. وقامت الكويت في عام 1969 بإنشاء محطة إرسال تلفزيوني في دبي تحت اسم «تلفزيون الكويت من دبي». وقبل أنطلاق التلفزيون الرسمي بسنوات طويلة، عرفت الكويت بثًا تلفزيونيًا خاصًا على نطاق محدود. ويعتبر التلفزيون الكويتي الأنجح في منطقة الخليج العربي حيث ساهم كثيرًا في تطور الدراما التلفزيونية في الكويت ومنطقة الخليج. ولم يكن بالكويت قنوات خاصة وكان التلفزيون الرسمي هو المسيطر إلى أن فتح المجال لإنشاء قنوات خاصة، وكانت البداية بعام 2004 عندما افتتحت قناة الراي كأول قناة فضائية كويتية خاصة، وتوالى بعد ذلك إنشاء القنوات الخاصة.
ولتلفزيون الكويت الآن ستة قنوات تبث أرضيًا وفضائيًا هي:
| - القناة الأولى (الرسمية) - القناة الثانية (الإنجليزية) - قناة العربي (الثقافية) - قناة كلنا للكويت (منوعة) | - القناة الثالثة (رياضية) - القناة الثالثة بلس (رياضية) - قناة إثراء (ثقافية دينية) |

بينما القنوات الخاصة التي تبث من الكويت فمنها:
| - قناة الراي - قناة الوطن - قناة فنون - قناة العدالة - قناة سكوب - قناة العفاسي | - قناة الشاهد - قناة الصباح (إخبارية) - قناة الكوت - قناة مباشر - قناة اليوم |

## الإذاعة
كان أول بث رسمي لإذاعة الكويت في السابعة من مساء يوم 12 مايو 1951، وكانت بداية الانطلاق من إحدى غرف الأمن العام في قصر نايف، وأول أغنية سمعها الجمهور هي للفنان محمود الكويتي. وكان أول بث للأخبار في شهر يونيو من عام 1960، استمر تطور الإذاعة الكويتية فبلغت ذروة تطورها في الثمانينات من القرن العشرين، حيث تم الانتقال إلى مجمع الإعلام، وتم استحداث الأجهزة الفنية والإدارية واكتسب العاملون خبرة أوسع، وأعدت دورات تدريبية وتثقيفية للعاملين بالإذاعة وبخاصة في مجال المذيعين والمخرجين، وفي هذه الفترة امتدت المساحة الجغرافية التي تغطيها الإذاعة لتشمل معظم أنحاء العالم شرقًا وغربًا، وأصبح يصل إرسالها إلى أستراليا ونيوزيلندا وشمال وجنوب أميركا إضافة إلى الوطن العربي والشرق الأقصى وشرق وجنوب شرق آسيا، وبعدة لغات منها الأوردو، الفارسية والإنجليزية. وكان للإذاعة الكويتية دور مهم وحيوي ومؤثر في توجيه الرأي العام الكويتي وبث روح الحماسة والوطنية في نفوس الكويتيين أثناء افتعال حاكم العراق عبد الكريم قاسم أزمته مع الكويت بعد الاستقلال، وأيضًا أثناء الغزو العراقي للكويت سنة 1990، حيث انطلق صوت الكويت من الإذاعة السرية، ثم المرحلة الثانية من منطقة الخفجي في السعودية، إضافة إلى إذاعة الكويت من القاهرة.
والإذاعات العاملة في الكويت الآن غالبها تتبع الإذاعة الرسمية عدا محطة واحدة هي مارينا إف إم، وقبل ذلك كانتا محطتان تتبعان ذات الشركة المشغله، إلا إن الشركة قررت الاكتفاء بمحطة واحدة ولذلك تم الإغلاق وإلغاء الترخيص. ومن القنوات الإذاعية في الكويت:
| - إذاعة البرنامج العام - إذاعة البرنامج الثاني - إذاعة القرآن الكريم - إذاعة البرنامج الإنجليزي | - Kuwait FM - محطة الغناء العربي القديم - super station (محطة منوعات أجنبية) - Marina FM (محطة خاصة) |